# Nikolai Bekétov
Nikolai Nikolàievitx Bekétov (en rus Бекетов, Николай Николаевич), nascut l'1 de gener de 1827 a Alfjorjewka, Rússia, i traspassat el 30 de novembre de 1911 a Sant Petersburg, fou un destacat físic-químic rus.

## Biografia
Fill d'un terratinent, realitzà els seus estudis primaris a Sant Petersburg. Fou admès a la Universitat de Sant Petersburg al departament de ciències naturals de la facultat de filosofia, però dos anys després es traslladà a la Universitat de Kazan. El 1849 Bekétov es graduà i tornà a Sant Petersburg per a treballar durant quatre anys al laboratori de Nikolai Zinin a l'Acadèmia de Cirurgia i Medicina. Bekétov defensà la tesi d'especialització i fou nomenat assistent d'investigació al departament de química de la Universitat de Sant Petersburg. El 1855 passà a la Universitat de Khàrkiv, on treballà durant 32 anys, com a ajudant primer i després com a professor entre 1859 i 1887. El 1865 defensà la seva tesi doctoral amb el títol “Recerca sobre el fenomen del desplaçament en els metalls” ("Исследования над явлениями вытеснения одних металлов другими"). El 1886 es traslladà a Sant Petersburg, on fou nomenat acadèmic de l'Acadèmia de Ciències, per a treballar al laboratori de química de l'acadèmia i ensenyar a la Universitat per a les Dones. El 1890 dona classes de termoquímica a la Universitat de Moscou.
Nikolai Bekétov no era només un científic i un professor, també era una figura pública. Bekétov organitzà una biblioteca pública a Khàrkiv i promogué l'educació. Fou president de la Societat Russa de Química Física.

## Obra
En la seva tesi doctoral Bekétov descrigué com la concentració dels reactius químics afecta el sentit de la reacció, anticipant-se així a les conclusions de la llei d'acció de masses. Descobrí que les reaccions químiques tenien dues direccions i donà una definició correcta per l'estat d'equilibri. Bekétov descobrí el desplaçament d'hidrogen pels metalls en dissolucions de les seves sals i que mostrar que l'activitat química dels gasos depèn de la pressió. Establí que el magnesi i el zinc desplacen altres metalls de les seves sals a altes temperatures. Entre 1859 i 1865 demostrà que l'alumini redueix els metalls a partir dels seus òxids a altes temperatures, fenomen que donaren fonament a l'aluminotèrmia, tècnica ara àmpliament utilitzada en metal·lúrgia. Desenvolupà una "sèrie de desplaçament de metalls", que més tard resultà ser la mateixa que la sèrie d'elèctrodes de potencial.
Bekétov defensà la física-química com una nova ciència i el 1864 creà el departament de física-química a la Universitat de Khàrkiv.